# アミテージ・ザ・サード
『アミテージ・ザ・サード』（ARMITAGE III）は、1995年に発売されたAIC制作のOVA。

## 概要
火星を舞台に、限りなく人間に近いロボット「サード」として生まれたアミテージの活躍を描くサイバーパンクアクションアニメ。1995年にOVAシリーズ全4巻がVHSでリリースされた。監督・キャラクターデザイン・作画はアニメーターの越智博之が兼任し、脚本は小中千昭が担当した。
日本では商業的な成功は得られなかったが、米国では日本版OVAのリリース直後より発売されたアメリカ版OVA（Pioneer USA制作/Funimation配給）が大ヒット。そこでFunimationの出資により、全米劇場公開用にOVAに新作カットを加えて再編集を施し、ハリウッドのスタッフが全編英語吹き替えでリミックスしたインターナショナル・バージョンが『ARMITAGE III POLY-MATRIX』というタイトルで制作された。監督と脚本はOVA版と同じ越智と小中が、主役二人の声はエリザベス・バークレーとキーファー・サザーランドが担当した。1996年4月20日より日本の劇場で公開され、アメリカでは1997年に公開された。
2001年、その続編となる劇場作品『ARMITAGE DUAL-MATRIX』が制作された。 東京国際ファンタスティック映画祭2001にて10月31日に上映された後、2002年に海外でも劇場公開された。前作の6年後のアミテージの活躍を描いた作品で、監督は秋山勝仁、脚本は柿沼秀樹と長谷川菜穂子が担当している。
海外でリリースされた英語吹き替え版DVDのみが市場に存在する状態が長らく続いていたが、2022年にOVA全4話および劇場版2作品をデジタルリマスターして収録した『ARMITAGE III Complete Blu-ray BOX』がリリースされた。

## ストーリー
火星警察（MPD）に赴任してきた刑事 ロス・シリバスは到着早々の空港で、殺人事件に巻き込まれてしまう。犯人の男を取り逃してしまうが、残された遺体を検めると意外な事実が判明する。殺されたのは人気のカントリー歌手のケリー・マッキャノンだったのだが、銃創から覗いた金属組織からして、その身体の中身がどう見てもロボットだとわかったのだ。遺体をMPDで詳細に調べるとそれは現行の水準を超える技術で作られた未知のロボットらしい。しかしそれはどういうことなのか。彼女はどこかでロボットと入れ替わったのか、それとも元々ケリー・マッキャノンという人間は存在せず、人間と見間違うほどのロボットが歌手として人前に立ち、人気を得ていたと言うのだろうか。
やがてMPDはそれが「サード」と呼ばれる非合法の存在であることを突き止める。はたしてサードは何者がどんな目的で作り、人知れず世に送ったのか。そしてそれを消そうとする謎の男ダンクロードの正体は何なのか。ロスは少女のような外見の刑事ナオミ・アミテージとパートナーを組み、共に事件を追う。

## 登場人物
声の表記は「OVA1版 / 英語吹き替え版 / OVA2版」。

### 主要人物
ナオミ・アミテージ
声 - 笠原弘子 / エリザベス・バークレー / 柚木涼香
本作の主人公。MPDの巡査部長。サードをめぐる事件にかなりの執着を見せる。彼女自身がサードの一人。正確にはアサシンドロイドとサードをつなぐ一種の試作体である。アサクラは人にきわめて近い姿のアサシンドロイドをベースにサードを設計した。
ロス・シリバス
声 - 増谷康紀 / キーファー・サザーランド / 花田光
シカゴから赴任した警部補。パートナーを殺されたことでアンドロイドを憎んでいた。続編では警備員をしている。
ルネ・ダンクロード
声 - 中尾隆聖 / ダン・ウォーレン
サード連続殺害の犯人だが、正体はアサクラの助手にしてサードの開発者。
ジュリアン・ムーア / プルート
声 - 緒方恵美 / ワンダ・ナウィキー / 斎賀みつき
サードの一人で最終モデル。アミテージが自分に関わる真相を助けたりする。

### その他の人物
ラリー・ランドルフ
声 - 佐藤正治 / マイク・レイノルズ
MPD部長。
エディー・バローズ
声 - 掛川裕彦 / ブライアン・クランストン
MPDの一員。
クリス・ブラウン
声 - 神奈延年 / スティーヴ・アポストリナ
MPDの一員。
ローウェル・ガンツ
声 - 高木渉 / ダグ・ストーン
MPDの一員。
ユージン・H・アレン
声 - 田中秀幸 / サム・ストロング
コンセプシオン社副社長。
アサクラ
声 - 嶋俊介 / バリー・スティグラー
サードの開発者。アミテージからは「パパ」と呼ばれている。
ウィルバー・ダンクロード
声 - 中尾隆聖 / ダン・ウォーロン
アサクラの助手。ルネによく似た容姿をしている。
ケリー・マッキャノン
声 - 南場千絵子 / ドロシー・エリアス＝ファーン
サードの一人で人気歌手。
ジェシカ・マニング
声 - 片石千春 / リーヴァ・スパイヤー
サードの一人で画家。
ヨーコ
声 - 今井由香
ロスとナオミの娘。
デミトリオ・マルディーニ
声 - 山路和弘
ERU上級副社長。
ストリングス
声 - 中田譲治
デミトリオの部下。
フレデリック・オハラ
声 - 家弓家正
火星開拓財団会長。
マウス
声 - 山崎たくみ
傷ついたナオミを拾った修理屋。

## 用語
セカンド
この作品世界で一般的なアンドロイド（ガイノイド）、頭部に機能を停止させるスイッチを持つ。また、スイッチの存在で人間と容易に判別が可能。
サード
セカンドの水準を遙かに超える非合法のアンドロイド、セカンドと異なり人間と区別が困難。感情などの情緒面においても人間と同等である。その開発には火星の事情が見え隠れする。
サードの真の特徴は受胎可能という点である。そのため、唯一の例外を除いて女性である。サード開発の理由は火星における出生数の低さである。それを補うためにサードは開発された。人間と変わらぬ情緒は人間を産むサードに必要な要素であった。

## スタッフ

### OVA版『ARMITAGE III』・再編集版『ARMITAGE III POLY-MATRIX』
- 企画 - 真木太郎、三浦亨
- プロデューサー - 森尻和明、井上博明、長谷川康雄
- 監督・キャラクターデザイン - 越智博之
- 脚本 - 小中千昭
- デザインワークス - 竹内敦志
- オープニングアニメーション - 北爪宏幸
- 特殊効果 - 福田貴博[1, 3]、櫻井亮司[1, 3]、榊原豊彦[2]
- 美術監督 - 平城徳浩[1]、岡部順[1, 2]、佐藤勝[3]、加藤浩[4]
- 美術設定 - 佐藤正浩
- 背景 - スタジオ美峰
- 撮影 - スタジオコスモス
- 撮影監督 - 白井久男
- 音響監督 - 三間雅文
- 音楽 - 難波弘之
- 録音 - 池上信照（タバック）
- 効果 - 倉橋静男（サウンドボックス）
- 音響制作 - 高寺雄（マジックカプセル）
- 音楽プロデューサー - 川瀬朗、森永浩之[1]
- 編集 - 岡田輝満、山森重之（ジェイ・フィルム）
- 現像 - IMAGICA
- 制作担当 - 吉田悟
- 制作進行 - 仲里仁
- 制作協力 - オニロ、MOOK[2]
- 制作 - AIC
- 製作 - PIONEER LDC

### 劇場作品『ARMITAGE DUAL-MATRIX』
- 監督 - 秋山勝仁
- 脚本 - 柿沼秀樹、長谷川菜穂子
- 作画監督 - 奥田淳、恩田尚之、北島信幸
- キャラクターデザイン - 越智博之
- メカニックデザイン - 渡辺浩二
- 音楽 - ジュリアン・マック

## 主題歌

### エンディングテーマ
「いい夢を思い出せない」
作詞・作曲 - 松宮恭子 / 編曲 - 藤原いくろう / 歌 - 笠原弘子
「I've Got It!」（最終話）
作詞・作曲 - 松宮恭子 / 編曲 - 藤原いくろう / 歌 - 笠原弘子
「PHANTOM WORLD」（「いい夢を思い出せない」英語版）
歌 : 笠原弘子

### 挿入歌
「Here with you」
作詞 - Daimyo & Linda Hennrick / 作曲 - Daimyo / 編曲 - 飛沢宏元 / 歌 - Linda Hennrick
「CHEAT! CHEAT!」
作詞 - Linda Hennrick / 作曲 - Daimyo / 編曲 - 飛沢宏元 / 歌 - Linda Hennrick

## 各話リスト
| 話数       | サブタイトル    | 脚本              | 絵コンテ・演出    | 作画監督                     | 発売日         |
| ---------- | --------------- | ----------------- | ----------------- | ---------------------------- | -------------- |
| Episode：1 | Electro Blood   | 小中千昭 遠藤明範 | 佐藤卓哉          | 阿部邦博                     | 1995年2月25日  |
| Episode：2 | Flesh and Stone | 小中千昭          | 嵯峨敏            | 橋本浩一                     | 1995年4月21日  |
| Episode：3 | Heart Core      | 小中千昭          | 越智博之 佐藤卓哉 | 阿部邦博 高橋しんや 恩田尚之 | 1995年6月25日  |
| Episode：4 | Bit of love     | 小中千昭          | 岡本有樹郎        | 阿部邦博 恩田尚之            | 1995年11月25日 |

## 関連作品

### 書籍
- 漫画『アミテージ・ザ・サード』
  - 原作：大棚ザラエ、漫画：池上竜矢、原案：越智博之・小中千昭。少年キャプテンコミックススペシャル。全2巻。
  - 徳間書店『月刊少年キャプテン』1995年1月号 - 1995年9月号、1995年11月号に連載された。コミカライズ作品だが、ストーリーなどは大きく異なる。